# نیکی تیزلی
نیکی تیزلی (انگلیسی: Nikki Teasley؛ زادهٔ ۲۲ مارس ۱۹۷۹) بازیکن بسکتبال اهل ایالات متحده آمریکا است.
از باشگاه‌هایی که در آن بازی کرده‌است می‌توان به آتلانتا دریم اشاره کرد.